# Стоянка Чортків I
Стоянка Чортків I — пам'ятка археології місцевого значення в Чорткові Тернопільської області. Розташована в урочищі «Кар'єр».
Внесено до Переліку пам'яток археології місцевого значення (охоронний номер 2913).

## Відомості
У 1982 р. стоянку дослідив О.Ситник. Під час обстеження пам’ятки виявлено старожитності середнього палеоліту (150-40 тис. років тому).